# Guy Minsart
Guy Minsart (Zittert-Lummen, 10 december 1947 - Sint-Lambrechts-Woluwe, 14 juni 2008) was een Belgisch wielrenner.
Minsart begon te koersen omstreeks 1960 en was een succesvol renner in de jeugdcategorieën. Rond 1970 had hij aanbiedingen van zowel Faema als Gitane om als beroepsrenner in hun ploeg te worden maar Minsart verkoos om nog een tijdje liefhebber te blijven alvorens de overstap naar de beroepsrenners te maken.
In 1971 viel Minsart echter tijdens een wedstrijd in Baelen nadat hij een overstekend kind niet meer kon ontwijken. Minsart liep een schedelbreuk op en bleef twee weken in coma. Na een lange revalidatie hervatte hij terug zijn carrière als liefhebber en behaalde in 1973 een etappeoverwinning in de Ronde van Namen.
In 1974 werd Minsart prof bij de kleine wielerploeg Office du Meuble waar hij ploegmaat werd van Erik De Vlaeminck. Nadat de ploeg gestopt was, kon hij in 1975 aan de slag bij Gero. Hij ondervond echter te veel hinder van zijn vroegere val en stopte zijn carrière op het einde van het seizoen. Minsart behaalde in zijn profperiode geen enkele overwinning.
Na zijn wielercarrière ging Minsart aan de slag bij de Europese Gemeenschap en bleef hij het wielertoerisme uitoefenen.
In 2008 overleed Minsart aan de gevolgen van melanoom.